# Temporada 1980-81 de los Philadelphia 76ers
La temporada 1980-81 fue la trigésimo segunda de los Philadelphia 76ers en la NBA, y la decimoctava en Filadelfia, Pensilvania, tras haber jugado hasta entonces en Syracuse bajo el nombre de Syracuse Nationals. La temporada regular acabó con 62 victorias y 20 derrotas, ocupando el tercer puesto de la conferencia Este, clasificándose para los playoffs, en los que cayeron ante Boston Celtics en las finales de conferencia.

## Elecciones en elDraft
| Ronda | Puesto | Jugador      | Posición  | Nacionalidad   | Universidad         |
| ----- | ------ | ------------ | --------- | -------------- | ------------------- |
| 1     | 8      | Andrew Toney | Escolta   | Estados Unidos | Louisiana-Lafayette |
| 1     | 21     | Monti Davis  | Ala-Pívot | Estados Unidos | Tennessee State     |

## Temporada regular
| División Atlántico   | División Atlántico | División Atlántico | División Atlántico | División Atlántico | División Atlántico | División Atlántico | División Atlántico | División Atlántico |
| Equipo               | G                  | P                  | %                  | PD                 | Casa               | Fuera              | Div                |                    |
| -------------------- | ------------------ | ------------------ | ------------------ | ------------------ | ------------------ | ------------------ | ------------------ | ------------------ |
| y-Boston Celtics     | 62                 | 20                 | .756               | –                  | 35–6               | 27–14              | 19–5               |                    |
| x-Philadelphia 76ers | 62                 | 20                 | .756               | –                  | 37–4               | 25–16              | 15–9               |                    |
| x-New York Knicks    | 50                 | 32                 | .610               | 12.0               | 28–13              | 22–19              | 14–10              |                    |
| Washington Bullets   | 39                 | 43                 | .476               | 23.0               | 26–15              | 13–28              | 8–16               |                    |
| New Jersey Nets      | 24                 | 58                 | .293               | 38.0               | 16–25              | 8–33               | 8–16               |                    |

## Playoffs

### Primera ronda
Philadelphia 76ers  vs. Indiana Pacers
| Fecha       | Partido                                    | Ciudad       |
| ----------- | ------------------------------------------ | ------------ |
| 31 de marzo | Philadelphia 76ers 124, Indiana Pacers 108 | Filadelfia   |
| 2 de abril  | Indiana Pacers 85, Philadelphia 76ers 96   | Indianapolis |
|             | Philadelphia 76ers gana las series 2-0     |              |

### Semifinales de Conferencia
Philadelphia 76ers vs. Milwaukee Bucks 
| Fecha       | Partido                                     | Ciudad     |
| ----------- | ------------------------------------------- | ---------- |
| 5 de abril  | Philadelphia 76ers 125, Milwaukee Bucks 122 | Filadelfia |
| 7 de abril  | Philadelphia 76ers 99, Milwaukee Bucks 109  | Filadelfia |
| 10 de abril | Milwaukee Bucks 103, Philadelphia 76ers 108 | Milwaukee  |
| 12 de abril | Milwaukee Bucks 109, Philadelphia 76ers 98  | Milwaukee  |
| 15 de abril | Philadelphia 76ers 116, Milwaukee Bucks 99  | Filadelfia |
| 17 de abril | Milwaukee Bucks 109, Philadelphia 76ers 86  | Milwaukee  |
| 19 de abril | Philadelphia 76ers 99, Milwaukee Bucks 98   | Filadelfia |
|             | Philadelphia 76ers gana las series 4-3      |            |

### Finales de Conferencia
Boston Celtics vs. Philadelphia 76ers
| Fecha       | Partido                                    | Ciudad     |
| ----------- | ------------------------------------------ | ---------- |
| 21 de abril | Boston Celtics 104, Philadelphia 76ers 105 | Boston     |
| 22 de abril | Boston Celtics 118, Philadelphia 76ers 99  | Boston     |
| 24 de abril | Philadelphia 76ers 110, Boston Celtics 100 | Filadelfia |
| 26 de abril | Philadelphia 76ers 107, Boston Celtics 105 | Filadelfia |
| 29 de abril | Boston Celtics 111, Philadelphia 76ers 109 | Boston     |
| 1 de mayo   | Philadelphia 76ers 98, Boston Celtics 100  | Filadelfia |
| 3 de mayo   | Boston Celtics 91, Philadelphia 76ers 90   | Boston     |
|             | Boston Celtics gana las series 4-3         |            |

## Estadísticas
| Rk | Jugador          | Edad | P  | PT | MP   | TC  | TCI  | %TC   | T3  | T3I | %T3  | TL  | TLI | %TL  | RO  | RD  | RT   | AS  | RB  | TAP | BP  | FP  | PTS  |
| -- | ---------------- | ---- | -- | -- | ---- | --- | ---- | ----- | --- | --- | ---- | --- | --- | ---- | --- | --- | ---- | --- | --- | --- | --- | --- | ---- |
| 1  | Julius Erving    | 30   | 82 | 82 | 35.0 | 9.7 | 18.6 | .521  | 0.0 | 0.2 | .222 | 5.1 | 6.5 | .787 | 3.0 | 5.0 | 8.0  | 4.4 | 2.1 | 1.8 | 3.2 | 2.8 | 24.6 |
| 2  | Caldwell Jones   | 30   | 81 | 81 | 32.6 | 2.7 | 6.0  | .449  | 0.0 | 0.0 |      | 1.8 | 2.4 | .767 | 2.5 | 7.6 | 10.0 | 1.5 | 0.7 | 1.7 | 2.1 | 3.3 | 7.2  |
| 3  | Maurice Cheeks   | 24   | 81 | 81 | 29.8 | 3.8 | 7.2  | .534  | 0.0 | 0.1 | .375 | 1.7 | 2.2 | .787 | 0.8 | 2.2 | 3.0  | 6.9 | 2.4 | 0.5 | 2.1 | 2.9 | 9.4  |
| 4  | Darryl Dawkins   | 24   | 76 | 76 | 27.5 | 5.6 | 9.2  | .607  | 0.0 | 0.0 |      | 2.9 | 4.0 | .720 | 1.4 | 5.8 | 7.2  | 1.4 | 0.5 | 1.5 | 2.9 | 4.2 | 14.0 |
| 5  | Doug Collins     | 29   | 12 | 12 | 27.4 | 5.2 | 10.5 | .492  | 0.0 | 0.0 |      | 2.0 | 2.4 | .828 | 0.5 | 1.9 | 2.4  | 3.5 | 0.6 | 0.3 | 1.8 | 1.9 | 12.3 |
| 6  | Lionel Hollins   | 27   | 82 | 13 | 26.3 | 4.0 | 8.5  | .470  | 0.0 | 0.2 | .133 | 1.5 | 2.1 | .731 | 0.6 | 1.8 | 2.3  | 4.3 | 1.3 | 0.2 | 2.5 | 2.5 | 9.5  |
| 7  | Bobby Jones      | 29   | 81 |    | 25.3 | 5.0 | 9.3  | .539  | 0.0 | 0.0 | .000 | 3.5 | 4.3 | .813 | 1.8 | 3.6 | 5.4  | 2.8 | 1.2 | 0.9 | 1.8 | 2.8 | 13.5 |
| 8  | Andrew Toney     | 23   | 75 | 57 | 23.6 | 5.3 | 10.7 | .495  | 0.1 | 0.4 | .310 | 2.1 | 3.0 | .712 | 0.4 | 1.5 | 1.9  | 3.6 | 0.8 | 0.1 | 2.9 | 3.1 | 12.9 |
| 9  | Steve Mix        | 33   | 72 | 1  | 18.4 | 4.0 | 8.0  | .501  | 0.0 | 0.0 | .000 | 2.8 | 3.3 | .833 | 1.5 | 2.2 | 3.7  | 1.6 | 0.8 | 0.3 | 1.2 | 1.5 | 10.8 |
| 10 | Clint Richardson | 24   | 77 | 1  | 17.1 | 2.9 | 6.0  | .489  | 0.0 | 0.0 | .000 | 1.1 | 1.4 | .778 | 1.1 | 1.2 | 2.3  | 2.0 | 0.5 | 0.1 | 1.4 | 1.3 | 7.0  |
| 11 | Earl Cureton     | 23   | 52 | 6  | 10.2 | 1.8 | 3.9  | .454  | 0.0 | 0.0 | .000 | 0.6 | 1.2 | .516 | 1.0 | 2.0 | 3.0  | 0.5 | 0.4 | 0.4 | 0.6 | 1.3 | 4.2  |
| 12 | Ollie Johnson    | 31   | 40 |    | 9.3  | 2.2 | 4.0  | .551  | 0.0 | 0.2 | .167 | 0.7 | 0.8 | .871 | 0.2 | 1.2 | 1.4  | 0.8 | 0.5 | 0.1 | 0.6 | 1.1 | 5.1  |
| 13 | Monti Davis      | 22   | 1  |    | 2.0  | 1.0 | 1.0  | 1.000 | 0.0 | 0.0 |      | 0.0 | 0.0 |      | 0.0 | 1.0 | 1.0  | 0.0 | 0.0 | 0.0 | 0.0 | 0.0 | 2.0  |

## Galardones y récords
| Jugador        | Galardón                                        |
| Julius Erving  | MVP de la NBA Mejor quinteto de la NBA All-Star |
| Bobby Jones    | Mejor quinteto defensivo de la NBA All-Star     |
| Caldwell Jones | Mejor quinteto defensivo de la NBA              |